# HMAS Mavie
HMAS „Mavie” (FY22) – okręt pomocniczy należący do Royal Australian Navy (RAN) w okresie II wojny światowej. Przed wojną, zbudowany w 1903, lugier używany był do połowu pereł, należał do naturalizowanego w Australii Japończyka Jirō Muramatsu. Po wybuchu wojny statek został zarekwirowany przez RAN i przystosowany do roli okrętu pomocniczego. HMAS „Mavie” został zatopiony w czasie japońskiego nalotu na Darwin 19 lutego 1942. „Mavie” był pierwszym okrętem żaglowym RAN-u, który został stracony z powodu akcji nieprzyjaciela.

## Historia

### Mavie
Lugier „Mavie” został zbudowany w 1903 we Fremantle w Australii Zachodniej i zarejestrowany pod numerem 125036. Statek mierzył 11,73 m długości, 3,63 m szerokości, a jego zanurzenie wynosiło do 1,59 m. Jego pojemność brutto wynosiła 19 ton rejestrowych.
„Mavie” został zakupiony przez mieszkającego w Cossack sklepikarza i właściciele kilku statków do połowu pereł Jirō Muramatsu pomiędzy 1906 a 1912, używany był do połowu pereł w okolicach Broome. W 1929 Muramatsu przeniósł się do Darwin, gdzie kontynuował działalność jako poławiacz pereł.

### HMAS Mavie
Po wybuchu II wojny światowej Muramatsu, podobnie jak inni Japończycy mieszkający w Australii, został internowany 8 grudnia 1941 jako obywatel wrogiego państwa (enemy alien). Należące do niego lugry „Mavie”, HMAS „Medic”, „Mars”, „Plover” i „Cleave” zostały zatrzymane przez RAN trzy dni później 11 grudnia, dwa z nich „Mavie” i „Medic” zostały przejęte przez RAN dzień później.
„Mavie” wszedł oficjalnie do służby jako HMAS „Mavie” (FY22) 31 grudnia w roli patrolowca pomocniczego (patrol boat).
19 lutego 1942 „Mavie” stał przy burcie okrętu-bazy HMAS „Platypus”, kiedy około godziny 9:57 rano rozpoczął się pierwszy japoński nalot na Darwin. Jednym z zaatakowanych jednostek był „Platypus”, który został ostrzelany w broni pokładowej samolotów, a w jego pobliżu wybuchły trzy bomby, okręt uniknął bezpośrednich trafień, ale jedna z bomb wybuchła w pobliżu „Mavie” i spowodowała zatonięcie lugra. Na pokładzie okrętu znajdował się petty officer J. Bartlett i trzech marynarzy, którzy uniknęli obrażeń i dopłynęli do „Platypusa”.
HMAS „Mavie” był pierwszym okrętem żaglowym RAN-u, który został stracony w wyniku akcji nieprzyjaciela.
Po wojnie, na przełomie 1959/60 kadłub „Mavie” został podniesiony z dna zatoki przez japońską firmę Fujita Salvage Company przy okazji podnoszenia zatopionego w tym samym nalocie MV „Neptuna”.
1 marca 2012 Royal Australian Navy ogłosiła zmiany w systemie przyznawania wyróżnień nadawanym okrętom wojennym (battle honours), w ramach nowego systemu HMAS „Mavie” otrzymała battle honour Darwin 1942.

## Literatura przedmiotu
- Laurie Garnaut: Platypus And Her Deadly chicks. Darwin: R.L. Garnaut, 1991. Brak numerów stron w książce